# Alan Kennedy
Alan Kennedy, född 31 augusti 1954 i Sunderland, är en engelsk före detta fotbollsspelare. Han spelade vänsterback i Liverpool under klubbens storhetstid i slutet av 1970-talet och början av 1980-talet och hade en förmåga att göra mål i stora cupfinaler.
Kennedy inledde karriären i Newcaslte United, där han gjorde ligadebut som 18-åring. 1974 var han med om att föra laget till final i FA-cupen, men Newcastle förlorade med 3–0 mot Liverpool. Två år senare blev det ytterligare en finalförlust på Wembley Stadium när man förlorade mot Manchester City i Ligacupfinalen.
Efter att Alec Lindsay lämnat Liverpool hade klubben under ett par år haft svårt att hitta en värdig ersättare. Flera spelare testades som vänsterback, däribland Phil Neal, Alan Hansen och Joey Jones, men efter Liverpools seger i Europacupsegern 1978 bestämde sig tränaren Bob Paisley för att värva Alan Kennedy från Newcastle för 330 000 pund. Kennedy tog direkt en ordinarie plats i laget och spelade 37 ligamatcher när Liverpool tog hem sin elfte ligatitel säsongen 1978/79. Historien upprepade sig följande säsong, då Kennedy återigen spelade 37 ligamatcher och Liverpool försvarade ligatiteln. En skada höll honom borta från spel under stora delar av säsongen 1980/81, men han kom tillbaka lagom till de avgörande matcherna på våren. I Ligacupfinalen mot West Ham United gav han sitt lag ledningen i förlängningen, men West Ham kvitterade och ordnade ett omspel som Liverpool vann med 2–1. Det största ögonblicket i karriären kom knappt två månader senare, då Liverpool mötte Real Madrid i Europacupfinalen i Paris. Det var en jämn match med få målchanser, men med mindre än tio minuter kvar att spela kom Kennedy fram på vänsterkanten och sköt bollen i mål vid närmsta stolpen. Liverpool hade därmed vunnit Europacupen för tredje gången.
Kennedy behöll sin plats i laget och Liverpool vann både ligan och Ligacupen 1982. Han fortsatte att göra mål i stora cupfinaler – i Ligacupfinalen 1983 kvitterade han mot Manchester United med ett långskott i en match som Liverpool till slut vann med 2–1. Samma år vann Kennedy sin fjärde ligatitel och 1984 var han med om att vinna tre stora titlar – ligan, Ligacupen och Europacupen. Europacupfinalen mot Roma slutade mållös och fick därför avgöras via straffsparksläggning, där Kennedy blev hjälte genom att sätta den avgörande straffsparken i mål.
Säsongen 1984/85 spelade Kennedy de flesta matcher, men laget lyckades inte vinna någon titel. Hösten 1985 såldes han till Sunderland av spelande tränaren Kenny Dalglish efter att irländaren Jim Beglin tagit över vänsterbacksplatsen. Kennedy spelade senare i Hartlepool United, Wigan Atletic och Wrexham. Han spelade även kortare perioder i Belgien, Danmark och Sverige (Husqvarna FF) och varvade sedan ner i diverse engelska amatörklubbar innan han slutade spela som 40-åring.